# Йоган Хрістіан Еркслебен
Йоган Хрістіан Еркслебен (нім. Johann Christian Polycarp Erxleben; 22 червня 1744 — 18 серпня 1777) — німецький натураліст, професор медицини і ветеринарної медицини в Геттінгенському університеті.

## Біографічні відомості
Він був сином Доротеї Хрістіани Еркслебен, першої жінки в Німеччині, яка була кваліфікованим лікарем. Й. Х. Еркслебен заснував першу академічну ветеринарну школу в Німеччині, Інститут ветеринарної медицини у 1771 році.

## Наукові праці
Він написав Anfangsgrunde der Naturlehre (1772) та Systema regni animalis (1777). Як припускається, придумав загальну назву «мартишка» (guenon).

## Біологічні таксони
У 1856 році виду мавп з невизначеного місця в Африці було дано ім'я Cercopithecus erxlebenii на його честь. Однак, зараз цю назву розглядають як допоміжний синонім підвиду мавпи чубатої Cercopithecus pogonias grayi.
Серед інших біологічних таксонів Еркслебеном у згаданому його огляді 1777 року описано сліпака подільського, Spalax zemni.